# 梵天花属
梵天花属（学名：Urena）是锦葵科下的一个属，为草本或亚灌木植物。该属共有约6种，分布于热带和亚热带地区。
属名Urena源于马拉巴语uren，一种植物名。

## 物种
本属包括以下物种：
- 地桃花 Urena lobata
- 梵天花 Urena procumbens
- 波叶梵天花 Urena repanda